# Заворотнюк, Андрей Петрович
Андрей Петрович Заворотнюк (укр. Андрій Петрович Заворотнюк; 1 марта 1977, Березовский район, Одесская область, Украинская ССР, СССР) — украинский футболист, нападающий.

## Биография
Воспитанник одесского «Черноморца». За родную команду дебютировал в 1998 году. За свою карьеру форвард, в основном, выступал за различные клубы первой и второй лиги. Лишь в сезоне 1999/2000 он уехал в Молдавию, где форвард провел один год в коллективе Национального дивизиона «Тилигул». В 2005 году украинец играл в российском первом дивизионе за липецкий «Металлург». Всего за команду Заворотнюк провел 15 матчей и забил один гол в ворота «Петротреста».
Завершил свою карьеру нападающий в киевском ЦСКА.